# Come è bello lavarsi
Come è bello lavarsi è un brano musicale di Gianni Drudi, tratto dall'album Il goliardico Drudi!!.

## Descrizione
La canzone è stata pubblicata su cd singolo dalla Dischi Ricordi, abbinata a Ciulli ciulli.
Il testo del brano è stato scritto insieme al paroliere Luciano Beretta.
Ne esiste anche una versione scritta nel 1994.